# Gai Carvili
Gai Carvili (en llatí Caius Carvilius) va ser un militar romà del segle ii aC, nascut a Spoletum. Formava part de la gens Carvília, una gens romana d'origen plebeu.
Va negociar la rendició d'Uscana, ciutat dels penestes al rei Perseu de Macedònia, l'any 169 aC. Una vegada que es va fer evident que no hi havia prou menjar per fer front a un setge, Gai Carvili, juntament amb Gai Afrani van ser enviats en nom de la guarnició davant de Perseu. Perseu els va prometre que els deixaria marxar si deposaven les armes, i així ho van fer. però el rei va agafar presoners Carvili i Afrani i va vendre com a esclaus els habitants del poble. Tot i aquesta traïció, Perseu va utilitzar Carvili per negociar la rendició amb altres ciutats assetjades. Gai Carvili va admetre que ni ell ni cap dels seus soldats havien estat tractats amb duresa per Perseu.